# Latady-Insel
Die Latady-Insel (engl. Latady Island) ist eine von Eis bedeckte Insel in der Westantarktis. Sie liegt 72 km südlich der Charcot-Insel und westlich der Alexander-Insel und bildet die südöstliche Begrenzung des Wilkins-Schelfeises. Die Insel ist etwa 60 km lang, 40 km breit und hat eine Fläche von 3,300 km². 1929 sah Sir Hubert Wilkins aus der Luft ein eisbedecktes Gebilde an dieser Stelle und beschrieb diese, erkannte aber weder, dass es sich um eine Insel handelt, noch kartografierte er sie separat. 
Die Latady-Insel wurde aus der Luft während der Ronne Antarctic Research Expedition (RARE) in den Jahren 1947 und 1948 fotografiert und 1960 anhand dieser Fotos durch den britischen Geographen Derek Searle vom Falkland Islands Dependencies Survey (FIDS) kartografiert. Das UK Antarctic Place-Names Committee benannte die Insel 1961 nach William Robertson Latady (1918–1979), einem Luftfotografen und Navigator des Fluges der RARE.